# Heteronitis ragazzii
Heteronitis ragazzii là một loài bọ cánh cứng trong họ Bọ hung (Scarabaeidae).